# Forát
Forát (systematický název O,O-diethyl-S-[(ethylthio)methyl]fosfordithioát) je organofosfát používaný jako insekticid a akaricid. Za běžných podmínek jde o světle žlutou nízkoviskózní kapalinu, nepatrně rozpustnou ve vodě, avšak dobře rozpustnou v organických rozpouštědlech. Je relativně stabilní, v silně kyselém nebo zásaditém prostředí hydrolyzuje. Je velmi toxický jak pro cílové organismy, tak i pro savce včetně člověka. Inhibuje acetylcholinesterázu a pseudocholinesterázu.
Forát se nejčastěji aplikuje ve formě granulí. Není bioakumulativní a nemá reziduální účinky, některé jeho metabolity však mohou přetrvávat v půdě. Poškozuje také semena některých rostlin.
Forát se snadno vstřebává všemi cestami. Jeho toxicita je značná, orální LD50 pro potkany je 1,1–3,2 mg/kg, pro myši 3,5–6,5 mg/kg (technický forát). Podobné hodnoty byly zjištěny též u ptáků.